# Poppy 3B
Poppy 3B – amerykański satelita wywiadu elektronicznego serii Poppy. Zbierał dane o parametrach pracy radzieckich radarów obrony powietrznej i antybalistycznej. Pozostawał utajniony do września 2005. Zbudowany przez Naval Research Laboratory, NRL.

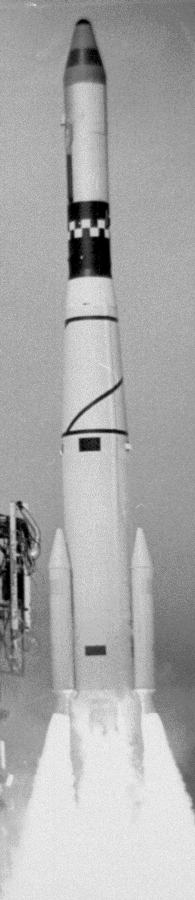
Start rakiety Thor SLV-2A Agena D z ładunkiem 5 satelitów, Composite 4

Wystrzelony na orbitę 11 stycznia 1964 razem z Poppy 3A, Poppy 3C, SECOR 1B i FTV 2354.
Statek pozostaje na orbicie okołoziemskiej, której trwałość szacuje się na 1000 lat.

## Nazewnictwo
Satelity serii Poppy i jej poprzednika – serii GRAB – miały wiele nazw, które miały zataić prawdziwe ich przeznaczenie. Program GRAB pierwotnie nazwany był Plotkarzem (ang. Tattletale), a później GRAB (grabić, porywać, w tym wypadku informacje). By przeznaczenie satelitów nie było jasne dla ZSRR, projekt nazywano też GREB (słowo pozbawione znaczenia w języku angielskim) i wymyślono dla tego skrótu odpowiednie rozwinięcie: Galactic Radiation Experimental Background (eksperyment tła promieniowania galaktycznego). By jeszcze bardziej zaciemnić przeznaczenie satelitów serii GRAB i Poppy, wysyłano je pod nazwą Solrad (z numerami od 1 do 7). Miało to wskazywać, że będą one prowadzić obserwacje Słońca.